# Henry L. Roediger III
Henry L. „Roddy” Roediger III (Roanoke, Virginia, 1947. július 24. –) pszichológus, egyetemi professzor, az emberi emlékezeti folyamatok tanulmányozásának nemzetközileg elismert szakértője.

## Életpályája
1969-ben megszerezte a Bachelor of Arts fokozatot pszichológia szakon a Washington & Lee Egyetemen summa cum laude minősítéssel, aztán 1973-ban a Yale Egyetemen a PhD fokozatot kognitív pszichológiából. 1982-88-ig a Purdue Egyetemen, 1988-1996-ig a Rice Egyetemen tanított, 1996-tól 2004-ig a Pszichológiai Intézet elnöke a George Washington Egyetemen St. Louis-ban, s vezetője a Memória-labornak, ugyanitt 2004-től az egyetemi tervezés dékánja a művészetekben és tudományokban.

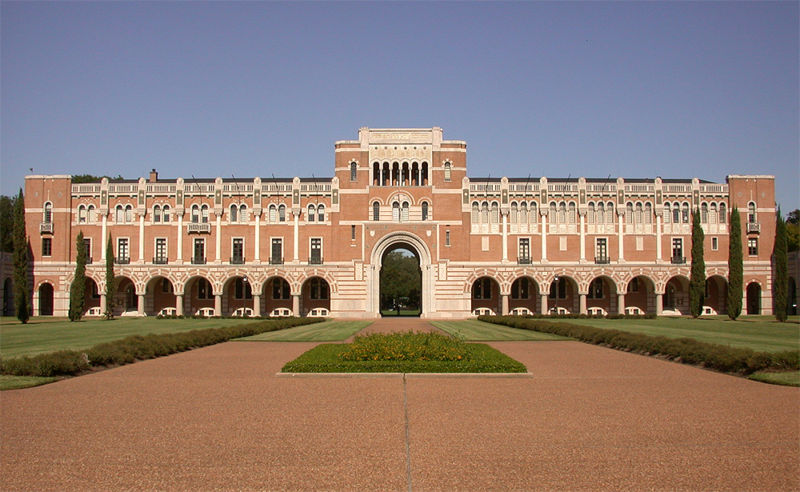
Lovett Csarnok a Rice Egyetemen

## Oktatott témakörei
Egyetemi hallgatóknak:
1. Bevezetés a pszichológiába
2. Kognitív pszichológia
3. Emberi emlékezet
4. A pszichológia története

Diplomásoknak:
1. Tanulás és emlékezet
2. Visszahívási folyamatok az emlékezetben
3. Implicit memória
4. Kognitív illúziók

## Kutató munkája
Napjainkban a George Washington Egyetemen, mint a Pszichológia Tanszék Memória Laborjának kutatási vezetője, három területre összpontosít:

### 1. A kognitív pszichológia alkalmazása az oktatásban
A labor számos kutatási témája kiterjeszti az alapvető tanulási és emlékezeti felfedezéseket az oktatásra. A teszteket az oktatásban hagyományosan azzal a céllal használták, hogy megállapítsák mit tanult meg a diák – azzal a feltételezéssel, hogy a teszt a tanulásra nincsen hatással. A kognitív pszichológia kutatási eredményei azt mutatják, hogy a tesztek nemcsak a tudás szintjét mérik, hanem növelik is azt. A kutatás célja, hogy kivizsgálja azokat a körülményeket, amelyek eredményes tanuláshoz vezettek a tesztelésen keresztül.

### 2. A téves emlékezet eredete
Számos paradigmát kifejlesztettek, amelyekben az emberek élesen emlékeznek olyan eseményre, ami valójában meg sem történt. Az emlékezés konstruktív természetét paradigmákon keresztül be lehet mutatni.
Munkásságának egyik legismertebb eredménye a Deese-Roediger-McDermott-Paradigma, közismertebb nevén a DRM-paradigma.
A paradigma a kognitív pszichológia egy jelensége, amelyben a kísérleti személyeknek egy szemantikailag hasonló szólistát kell megjegyezniük. A szavak felidézésénél a kísérlet résztvevői olyan szavakat is a lista részének hisznek, amelyeket nem is láttak. /hamis memóriaeffektus/
Mindezt az okozhatja, hogy a kapcsolódó szavak idegi aktiválása ’terjed’; vagyis megfelelő mennyiségű szoros asszociációs kapcsolatban lévő szó ismétlése után a hasonló kategóriába tartozó szavak is aktiválódnak, azokra is elég erősen emlékszünk.
A DRM-paradigma jelentősége nagy horderejű, hiszen támogatja azt az elképzelést, hogy az emberi emlékezet gyakran kiegészül olyan elemekkel, amelyekről az emberek azt hiszik, hogy tapasztalták, a valóságban viszont nem történt meg velük.

### 3. Az implicit és explicit emlékezet disszociációja
Ebben a témában az alábbi kérdésekre keresik a választ:
Milyen különbségek vannak az implicit és az explicit emlékezet között? Léteznek-e különböző emlékezeti rendszerek, amelyek az explicit/deklaratív és az implicit emlékezetért felelősek?

## Társasági tagság (válogatás)

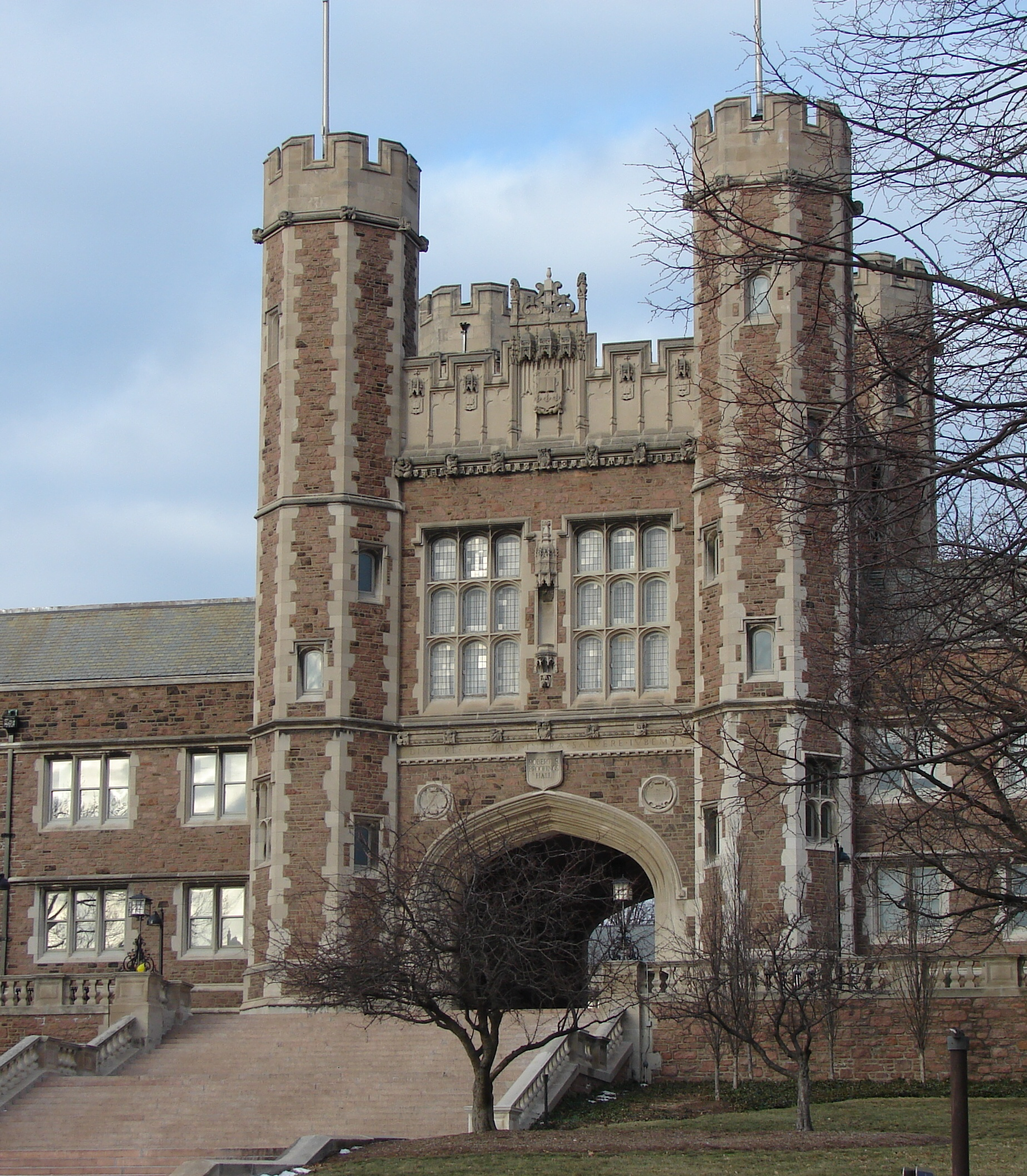
Brooking Csarnok, George Washington Egyetem, St. Louis

- A Pszichológia Tudományáért Egyesület – Association for Psychological Science
- A Művészetek és Tudományok Amerikai Akadémiája – American Academy of Arts & Sciences
- Kanadai Pszichológiai Egyesület – Canadian Psychological Association
- Memória Zavarok Kutató Társasága – Memory Disorders Research Society

## Publikációk, cikkek
Az alábbi linkre kattintva évszám szerinti bontásban megtekinthetők, letölthetők:
https://web.archive.org/web/20100501010240/http://psych.wustl.edu/memory/publications/

## Könyvei (válogatás)
- Roediger, H. L. (Ed.). (2008). Cognitive psychology of memory. Vol. 2 of Learning and memory: A comprehensive reference (J. Byrne, Ed.). Oxford: Elsevier
- Roediger, H. L., Dudai, Y., & Fitzpatrick, S. M. (Eds.). (2007). Science of memory: Concepts. Oxford: Oxford University Press
- Sternberg, R. J., Roediger, H. L., & Halpern, D. (Eds.) (2007). Critical thinking in psychology. New York: Cambridge University Press
- Elmes, D. G., Kantowitz, B. H., & Roediger, H. L. (2006). Research methods in psychology. Monterey, CA: Wadsworth. (8th Ed.)
- Darley, J. M., Zanna, M. P., & Roediger, H. L. (2004). The compleat academic: A career guide. Washington, D.C.: American Psychological Association Press
- Naveh-Benjamin, M., Moscovitch, M., & Roediger, H. L. (Eds.), (2002). Perspectives on human memory and cognitive aging: Essays in honour of Fergus I. M. Craik. Philadelphia: Psychology Press
- Roediger, H. L., Nairne, J. S., Neath, I., & Surprenant, A. M. (Eds.). (2001). The nature of remembering: Essays in honor of Robert G. Crowder. Washington, D.C.: American Psychological Association Press
- McDermott, K. B., & Roediger, H. L. (Eds.) (1997). Readings in psychology. St. Paul: West Publishing Co.
- Roediger, H. L., Capaldi, E. D., Paris, S. G., Polivy, J. & Herman, C. P. (1996). Psychology. St. Paul, MN: West Publishing Co. (4th Ed.)
- Roediger, H. L., & Craik, F. I. M. (Eds). (1989). Varieties of memory and consciousness: Essays in honour of Endel Tulving. Hillsdale, NJ: Erlbaum

## Magyarországi nyilvános könyvtárakban elérhető kötetei
- Experimental psychology : understanding psychological research / Barry H. Kantowitz, Henry L. Roediger, Davis G. Elmes. 3. ed. St. Paul ; New York etc. : West, 1988. Ism. lapsz.: [624] p. : ill. ISBN 0-314-62526-7
- Psychology. (Authors): Henry L. Roediger, J. Philippe Rushton etc. Boston – Toronto : Little Brown XXIV, [1984] 667, 79 p. 4 t. ISBN 0 316 75378 5